# 울프-몽칼름 기념비

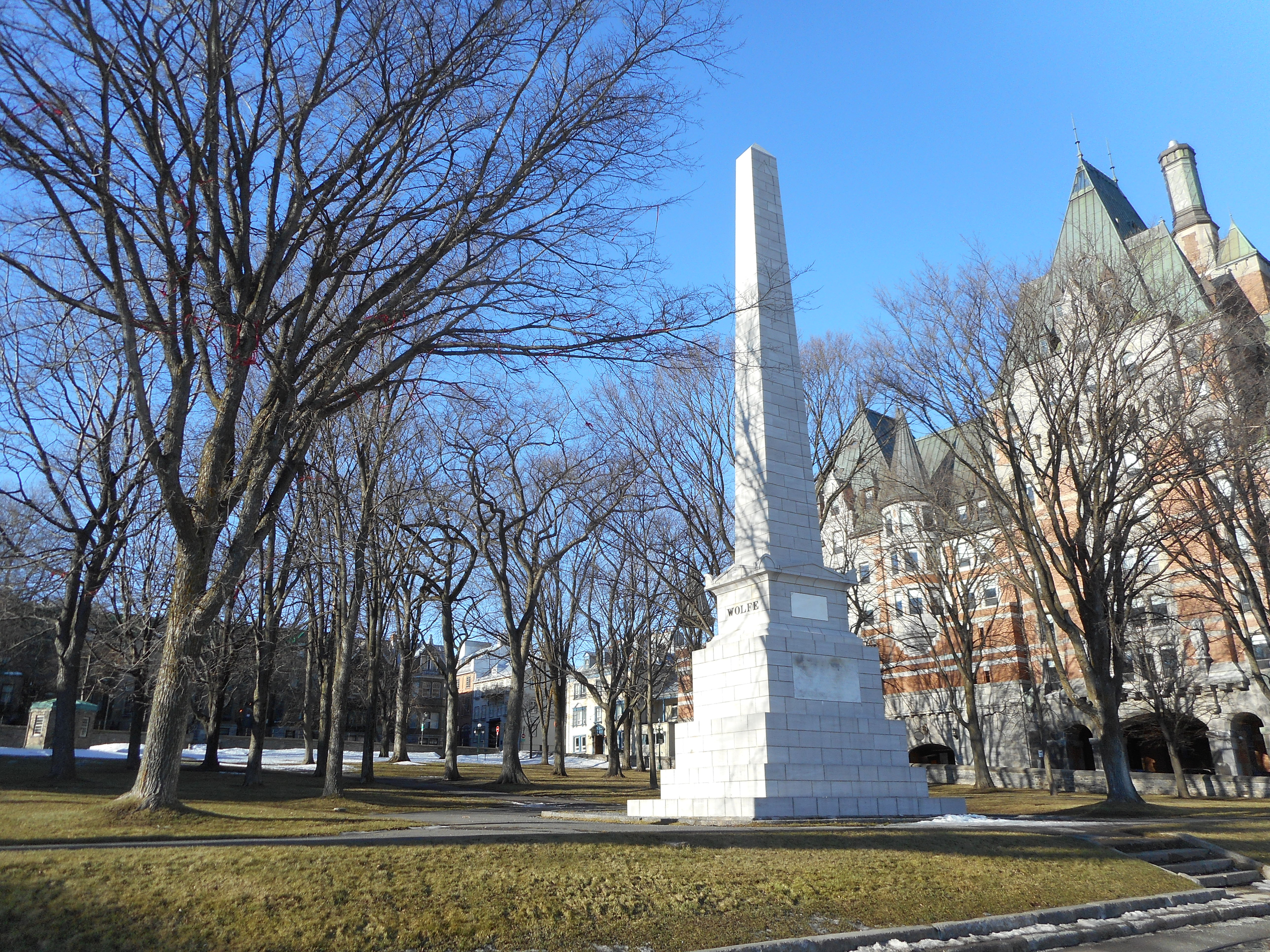
울프-몽칼름 기념비, 퀘벡 시

울프-몽칼름 기념비(Wolfe-Montcalm Monument)는 캐나다 퀘벡 시 샤토 프롱트낙 옆에 총독의 정원에 세워진 기념물이다. 1827년에 세워진 이 오벨리스크는 퀘벡 시에서 가장 오래된 기념물이며, 캐나다에서는 두 번째로  오래된 전쟁기념비이다. (가장 오래된 것은 1809년 몬트리올에 세워진 넬슨즈 컬럼이다.) 이 기념비를 만든 석공은 존 필립스였고, 건축가는 제79 하이랜더스의 존 크로포드 영 대위였다. 이 기념비는 아브라함 평원 전투에서 싸우다 전사한 제임스 울프와 루이 조제프 드 몽칼름 두 장군의 용맹함을 기리기 위해 세운 것이다. 이 기념물은 1828년에 댈하우지 총독에 의해 공개되었다.
존 찰튼 피셔에 의해 쓰여진 기념비에 새겨진 라틴어의 번역본에는 “그들의 용기는 그들에게 공동의 죽음, 역사에 같은 명성, 후세에 공동의 기념물을 선사했다”고 쓰여 있다.

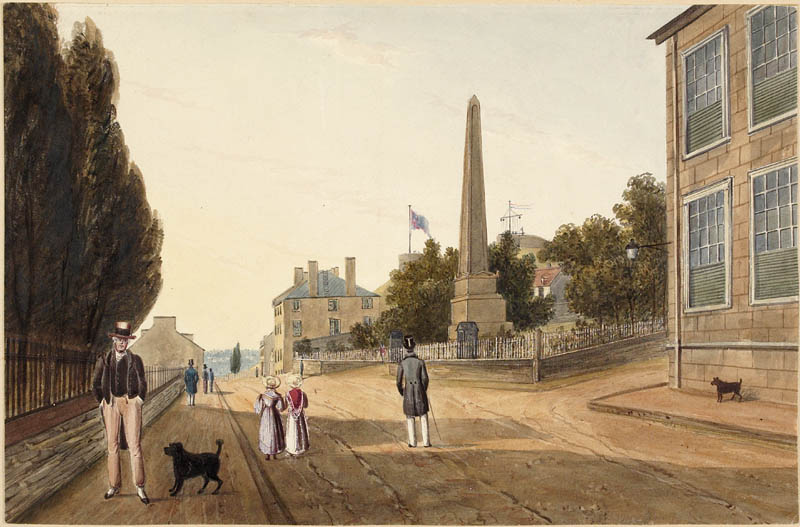
1828년경 퀘벡시 데 카리에레 거리의 울프-몽칼름 기념비